# Rosario Spatola (1949)
Gioele Antonino Spatola (Campobello di Mazara, 14 agosto 1949 – Barcellona Pozzo di Gotto, 10 agosto 2008) è stato un mafioso e collaboratore di giustizia italiano.
Uomo d'onore della famiglia di Campobello di Mazara a partire dal 1972 e collaboratore di giustizia dal 19 settembre 1989 al 1997 fu uno degli accusatori di Bruno Contrada e Calogero Mannino e in generale uno dei collaboratori di giustizia che più hanno parlato dei rapporti fra Cosa nostra, la politica e la massoneria ma diversi altri pentiti, come Giovanni Brusca, dissero di non averlo mai conosciuto. Addirittura, secondo Paolo Borsellino, Spatola non sarebbe mai stato un membro di Cosa nostra.
Dopo la punciuta, arrivata fra la fine del 1972 e l'inizio del 1973, si era dedicato al contrabbando di tabacco e sostanze stupefacenti. Nel settembre 1989, quando non era neanche indagato, telefonò a Paolo Borsellino per chiedere di collaborare con la giustizia, sostenendo di essere in pericolo di vita perché i suoi nemici lo volevano morto, ed accusò l'avvocato Antonio Messina di essere il capo della "famiglia" di Campobello di Mazara. Subito dopo accusò i campobellesi Federico e Rosario Caro, iscritti al Grande Oriente d'Italia, di essere suoi referenti nei traffici illeciti.

## Un pentito controverso
Il 5 settembre 1989 Spatola sfuggì a un attentato e, sentendosi in pericolo di vita, decise di collaborare con il giudice Paolo Borsellino, venendo messo sotto protezione dall'Alto Commissariato antimafia. Si trattò di uno dei primi "pentiti" in provincia di Trapani: in un primo momento parlò soltanto di traffici di droga, ma poi, quando il giudice Borsellino ne mise in dubbio l'attendibilità, iniziò a rendere dichiarazioni al sostituto procuratore di Trapani Francesco Taurisano ed accusò gli onorevoli Calogero Mannino, Giuseppe Reina e Aristide Gunnella, il senatore Pietro Pizzo e l'ex presidente della Regione Siciliana Rino Nicolosi di essere mafiosi. Le indagini sui politici vennero tutte archiviate perché non si trovarono riscontri alle accuse di Spatola. Successivamente avrebbe detto che a spingerlo a fornire alla magistratura nuove rivelazioni sui presunti rapporti fra esponenti delle istituzioni e mafiosi era stata la strage di via d'Amelio, che aveva stimolato il suo senso di responsabilità nei confronti di Borsellino.
Infatti dopo tale strage, rese dichiarazioni riguardanti i funzionari di polizia Contrada e Ignazio D'Antone, accusati di essere mafiosi e massoni, e parlò anche degli omicidi di Graziella Campagna e del giudice Giangiacomo Ciaccio Montalto.
Nel settembre 1991 fece clamore la sua intervista mandata in onda nel corso della puntata della trasmissione di Rai 3 Samarcanda, condotta da Michele Santoro in contemporanea con il Maurizio Costanzo Show su Canale 5 e dedicata alla memoria di Libero Grassi (che raccolse quella sera quasi dieci milioni di telespettatori): Spatola, ripreso sempre di spalle o in penombra, rilanciava le accuse di collusione con la mafia nei confronti di Calogero Mannino e di altri uomini politici. Mannino reagì querelando Spatola per calunnia e per diffamazione Michele Santoro, il giornalista Sandro Ruotolo (che realizzò l'intervista) e il direttore del Tg3 Sandro Curzi. Nel corso del processo, Spatola inviò una lettera con cui ritrattava le accuse a Mannino e lo invitava a ritirare la querela.
La sua attendibilità, però, fu messa in dubbio più volte. Calogero Mannino, da lui accusato, fu assolto dall'accusa di mafia, mentre diversi collaboratori di giustizia negarono di averlo conosciuto come uomo d'onore e ne smentirono le affermazioni. Nel 1997, dopo alcune interviste non autorizzate, fu espulso dal programma di protezione dei collaboratori di giustizia. Nel 1998 accusò altri due collaboratori di giustizia, Gaspare Mutolo e Luigi Sparacio, di averlo contattato per concordare alcune dichiarazioni nei confronti di un avvocato messinese al fine di screditarlo. Nel 1999 fu riarrestato e messo ai domiciliari a Barcellona Pozzo di Gotto.

## La morte
Spatola morì il 10 agosto 2008, ma il suo decesso fu rivelato solo quattro anni dopo. Quando, l'11 gennaio 2012 fu chiamato a testimoniare al processo sull'omicidio di Mauro Rostagno, il pubblico ministero Francesco Del Bene annunciò il decesso dell'ex pentito. La morte non era stata notificata precedentemente per quello che la Procura di Palermo ha definito un "difetto di comunicazione".